# 掉落石
掉落石（英語：dropstone）

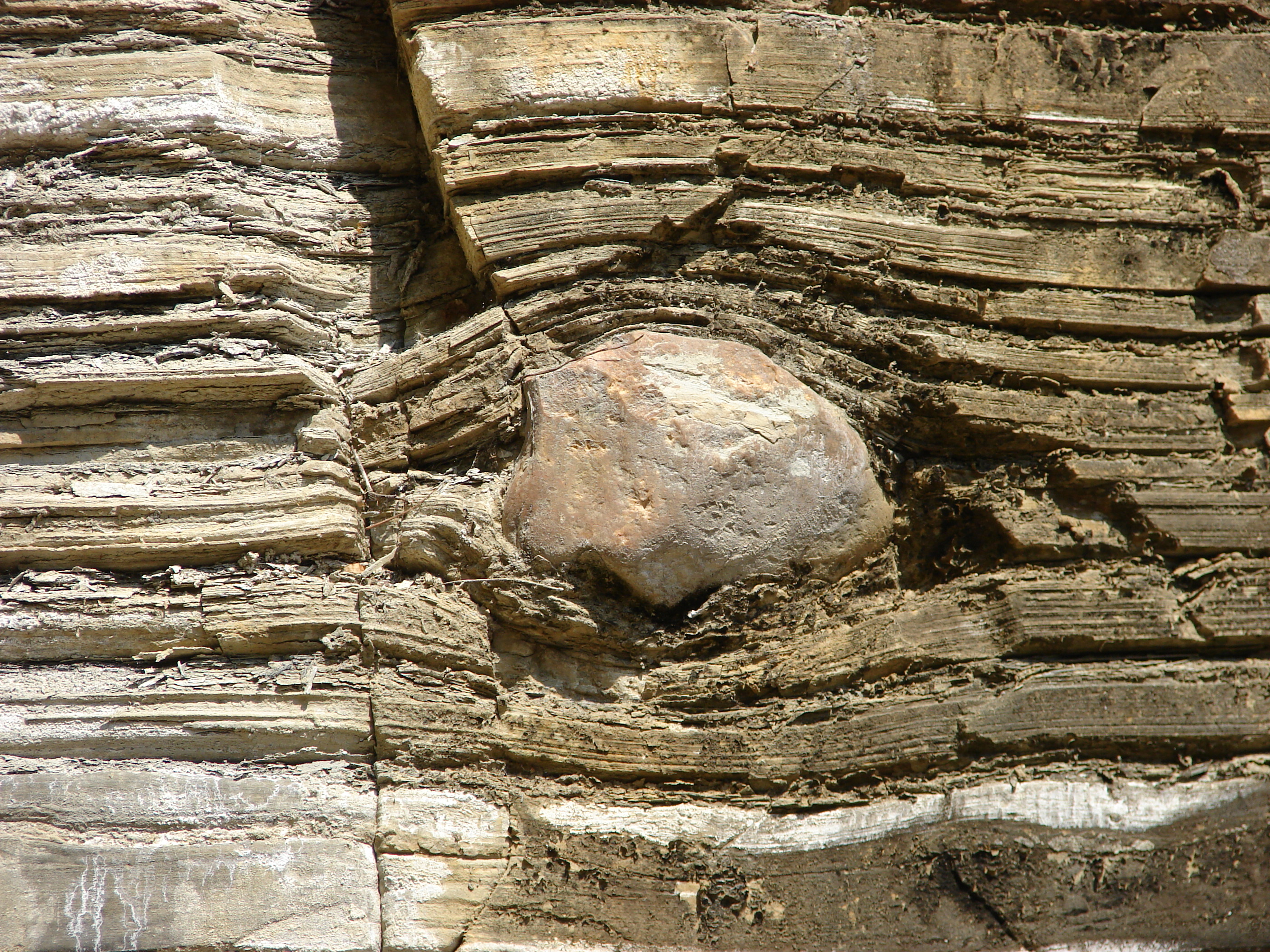
石英岩掉落石，產地：Itu, 巴西

是指在細粒的沉積岩或火山碎屑岩中孤立的岩石碎片。 它們的大小從小卵石到巨礫石不等。 它們的沉積不是經過正常的水流運輸，而是經由空氣或水中垂直掉落而來。 例如在火山噴時，從空中掉落下來的岩石碎屑。
掉落石的主要證據是在下方有衝擊凹陷，以及周圍泥岩被擠壓到落石邊緣的跡象。 後期的泥岩沉積物則覆蓋在掉落石上。 冰川掉落石，是從冰山上掉下來的岩石，是最常見的掉落石類型之一，尤其在低能量的深海或湖泊中的沉積環境。掉落石與在冰碛石
中的異物的不同之處在於它們沉積在湖泊或海洋環境中。掉落石也可以由其它方式沉積。

## 成因
掉落石有五種自然機制產生：

#### 冰川
當冰川在地面上移動時，它們會從地面上挖出岩石碎片，並將它們合併到冰中。 在海岸，冰川破碎成冰山而飄離，通常會遠離大陸許多英里。當冰山融化時。 它夾帶的岩石會沉入海底，與其它海洋物質中合成沉積物，這些沉積物通常是細粒的。 冰川沉積的岩石與其所在地區原生岩石的大小和類型不同，稱為冰川異常物。

#### 火山
雖然掉落石曾被認為是鑒定冰川依據，但掉落石也可以通過火山噴發形成。 火山彈是大塊的岩石碎片，可被噴發射出數英里。 如果降落在細粒沉積物或浮石的灰燼中，它們會形成掉落石。。
但以這種方式造成的落石很難保存，因為大多數落石降落在高地，容易被侵蝕消失。如果火山彈能被散佈到海洋
環境，或火山碎屑流中，就容易被保存。

#### 濁積流
掉落石也可以經由強烈的海底濁積流的作用而沉積。。
在牙買加附近相對較新的細層狀沉積物中發現了如人類大小的巨石，
，牙買加一直是一個溫暖的熱帶島嶼，完全沒有冰川。
雖然巨石被認為是濁積流帶來的掉落石，但其它有關濁流沉積物並未發現。

#### 生物筏
石頭也可以被捆綁在漂浮的植物或漂浮的樹根上，進行長距離筏子搬運。 [5]當這些筏子解體而下沉時，所捆綁的岩石也會下沉。以這種方式形成的掉落石通常與有機物質有關，常伴隨有原木化石。
脊椎動物，包括恐龍，它們的胃石會被胃反流或個體死亡，沉積在陸地或靜止的水體中形成掉落石。這些碎石通常是矽質的，與周圍岩石不同，並且比生物個體的有機質骨骼更容易保存。目前已知有超過 10 個的恐龍化石具有掉落石，有時有多達 200 個掉落石碎屑在一起。對一些恐龍時代沉積物中的許圓形碎屑物，引起一些學者之間的爭論—胃石（即生物掉落石）還是奇怪的河流沉積物.

#### 隕石
降落在海洋沉積環境中的隕石是掉落石一種。 在瑞典的（英語：Thorsberg）
採石場發現了許多隕石，是4.7 億年前被埋在淺海石灰岩中。